# Koszmosz–402
A Koszmosz–402 a szovjet USZ–A aktív radarfelderítő műhold szolgálati repülése volt.

## Küldetés
A szovjet Legenda (oroszul: Легенда) tengeri felderítőrendszerhez készült USZ–A típusú, aktív radarberendezéssel felszerelt felderítő műhold. A repülés a radarfelderítő műhold első kísérleti indítása volt, melynek során tesztelték a berendezést. A BESZ–5 Buk nukleáris termoelektromos generátor teljes méretű makettjét építették. A Koszmosz–367 programját folytatta.

## Jellemzői
1971. április 1-én a Bajkonuri űrrepülőtér indítóállomásról egy Ciklon-2A hordozórakétával juttatták Föld körüli, közeli körpályára. Az orbitális egység pályáját egy manőverrel módosították: 104,9 perces, 64,9 fokos hajlásszögű, elliptikus pálya-perigeuma 948 kilométer, apogeuma 1034 kilométer. Hasznos tömege 3800 kilogramm. 2011-ben az űregység orbitális pályáját korrigálták (25 alkalommal), biztosítva a közel körpályás haladási magasságot. Felépítése hengeres, átmérője 1,3 méter, magassága 10 méter.
Szolgálati idejének vége ismeretlen.